# Liberazione di Arnhem
La liberazione di Arnhem, indicata anche come seconda battaglia di Arnhem o con il nome in codice di operazione Anger, si svolse tra il 12 e il 16 aprile 1945 nell'ambito degli scontri finali del fronte occidentale della seconda guerra mondiale.
Dopo il fallimento dell'operazione Market Garden del settembre 1944, il fronte degli Alleati nei Paesi Bassi meridionali era ristagnato poco a sud di Arnhem per diversi mesi, con la città trasformata in un caposaldo difensivo dei tedeschi; solo dopo il forzamento del Reno nel marzo 1945 le truppe della First Canadian Army ricevettero l'ordine di conquistare la città, attaccando non da sud come si aspettavano i tedeschi ma da est attraverso il corso del fiume IJssel.
La 49th (West Riding) Infantry Division britannica, supportata da unità corazzate e di genieri canadesi, lanciò l'offensiva per liberare Arnhem nella notte tra il 12 e il 13 aprile: supportati da un massiccio sbarramento di artiglieria i britannici superarono l'IJssel con poche perdite, ma dovettero sostenere poi alcuni duri scontri all'interno del centro di Arnehm, evacuato dai civili e ridotto a un'unica enorme rovina. Le ultime sacche di resistenza tedesche furono schiacciate tra il 15 e il 16 aprile, consentendo agli Alleati di prolungare la loro offensiva in direzione dei Paesi Bassi settentrionali.

## Antefatti

### La prima battaglia per Arnhem
Nel settembre 1944 le forze degli Alleati occidentali diedero l'avvio all'operazione Market Garden, un tentativo di aggirare le difese di frontiera della Linea Sigfrido tedesca passando a nord di esse attraverso i Paesi Bassi e aprendo una via alla volta della zona industriale della Ruhr. La 1st Airborne Division del Regno Unito fu paracadutata ben addentro alle retrovie tedesche nei Paesi Bassi per catturare lo strategico ponte di Arnhem sul basso corso del Reno (Nederrijn), sostenendo per nove giorni duri scontri con i reparti tedeschi nella città e nei villaggi circostanti; la Second Army britannica, in marcia dal Belgio verso nord, non riuscì tuttavia a raggiungere i paracadutisti isolati ad Arnhem, che furono quindi ritirati prima di essere del tutto annientati. Conclusa la battaglia, il fronte si stabilizzò quindi poco a sud di Arnhem e a nord di Nimega nel polder compreso tra il Nederrijn a nord e il Waal a sud, soprannominato "l'isola".
Gli abitanti di Arnhem e della vicina Oosterbeek (più di 450 dei quali erano rimasti uccisi nella battaglia) furono allontanati dalle loro case, le quali furono poi sistematicamente saccheggiate di ogni cosa di valore dai tedeschi per aiutare i rifugiati in Germania; i due insediamenti furono quindi trasformati in piazzeforti per resistere a qualunque ulteriore offensiva degli Alleati verso nord. Il ponte stradale di Arnhem per il quale i britannici avevano duramente lottato fu infine distrutto in un bombardamento aereo degli stessi Alleati nell'ottobre 1944, al fine di impedirne l'uso ai tedeschi; lo stesso centro abitato di Arnhem fu pesantemente bombardato dagli Alleati nel corso dell'inverno a cavallo tra il 1944 e il 1945, oltre a subire la caduta accidentale di alcuni missili V2 tedeschi sparati verso le postazioni degli Alleati. Come rappresaglia per lo sciopero generale proclamato dai lavoratori ferroviari olandesi nel settembre 1944 (una misura concordata per supportare l'avanzata degli Alleati), i tedeschi vietarono il trasporto di qualsiasi merce attraverso il territorio olandese: ciò impedì l'invio delle derrate agricole prodotte nel nord del paese alle popolose città del sud e dell'ovest, causando una devastante carestia che uccise migliaia di olandesi.

### Il passaggio del Reno

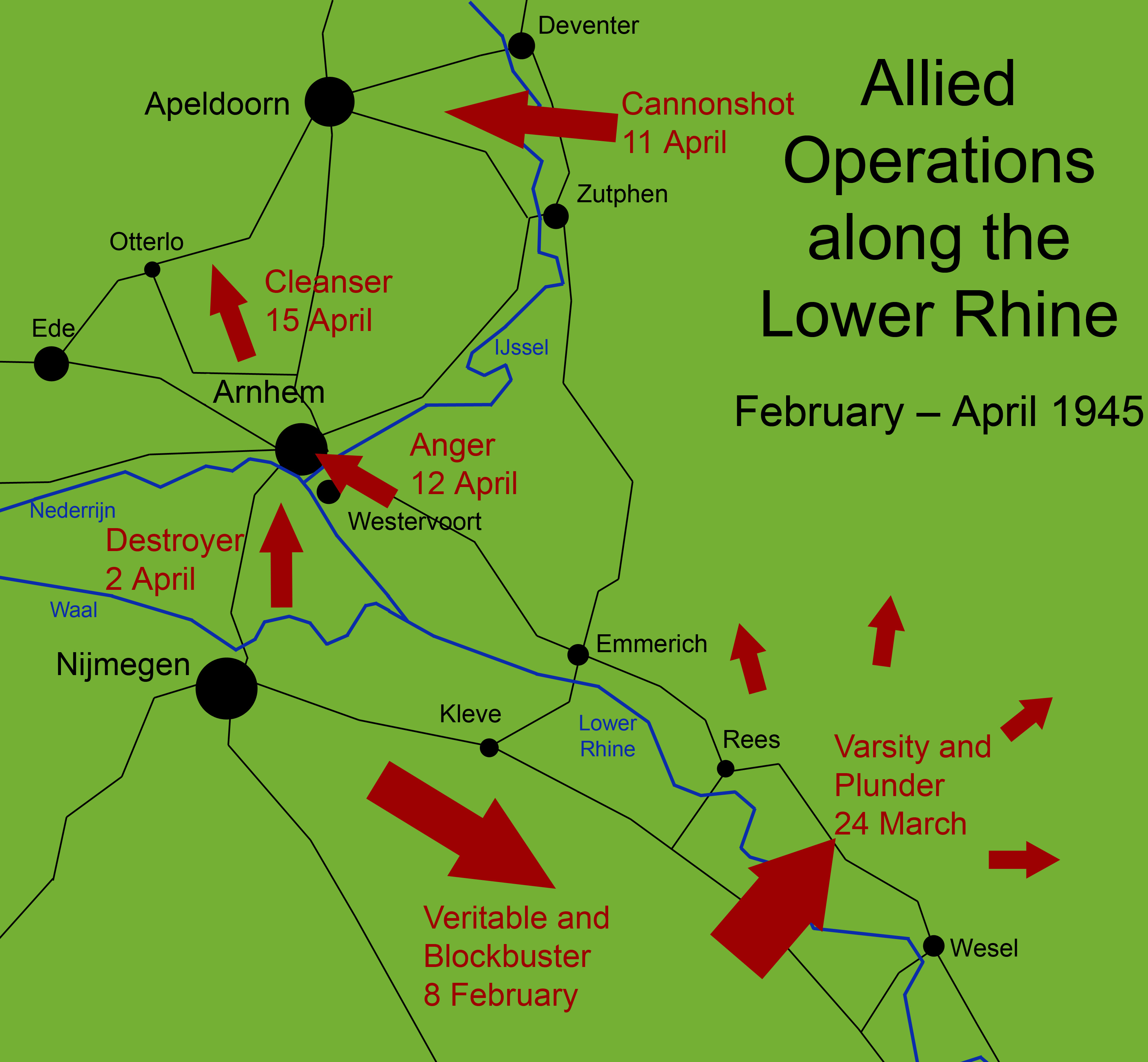
Carta della zona di Arnhem con indicate, in rosso, le direttrici delle operazioni degli Alleati tra il febbraio e l'aprile 1945

Nel febbraio 1945 le forze degli Alleati sferrarono l'operazione Veritable, colpendo in direzione est nella Renania settentrionale a partire dalla zona occupata durante l'operazione Market Garden; a questa fece seguito l'operazione Grenade, alla concluse della quale il 21st Army Group alleato aveva completamente occupato la Renania settentrionale attestandosi sulla riva occidentale dello stesso Reno. Il 23 marzo 1945 il 21st Army Group lanciò quindi l'attraversamento del Reno con un doppio assalto anfibio (operazione Plunder) e aviotrasportato (operazione Varsity) nella zona tra Rees e Wesel; mentre la Second Army iniziava a dilagare nella Germania settentrionale, la First Canadian Army del generale Harry Crerar ricevette l'ordine di completare la liberazione dei Paesi Bassi.
L'armata di Crerar aveva iniziato a pianificare un attraversamento del basso Reno fin da quando aveva assunto, nel novembre 1944, la responsabilità del presidio del saliente di Nimega e della linea del fronte sull'"isola", ma ogni azione in tal senso era stata rimandata prima dall'arrivo dell'inverno e poi dal dirottamento di risorse in favore dell'offensiva in Renania; tuttavia, dopo il vittorioso completamento dell'operazione Veritable, Crerar iniziò a considerare i vantaggi del prendere Arnhem e aprire una via d'avanzata in direzione di Emmerich am Rhein nell'ambito dell'imminente offensiva del 21st Army Group oltre il Reno. La prima stesura del piano per prendere Arnhem, nome in codice operazione Anger, fu completata in febbraio con l'intenzione di farne un'azione sussidiaria all'operazione Plunder dei britannici, ma il tenente generale Charles Foulkes, comandante del I Canadian Corps incaricato dell'offensiva, riteneva più sicuro aspettare che il Reno fosse attraversato dalle forze alleate prima di lanciare un attacco su Arnhem, e Anger fu quindi accantonato.
Dopo che i britannici ebbero portato a termine l'operazione Plunder, il II Canadian Corps del tenente generale Guy Simonds attraversò il Reno nella testa di ponte della Second Army britannica e colpì in direzione ovest, prendendo Emmerich e iniziando ad avvicinarsi alla sponda orientale del fiume IJssel. Crerar vide quindi l'opportunità di prendere Arnhem e aprire una rotta tra la città e Zutphen più a nord, e ordinò ai suoi due corpi d'armata di organizzare un'avanzata coordinata; tuttavia, Crerar era riluttante a tentare di impadronirsi di Arnhem prima che l'IJssel fosse stato scavalcato più a nord.
Nel marzo del 1945 la 49th (West Riding) Infantry Division britannica, schierata nella zona dell'"isola" fin dal novembre precedente, fu posta sotto il comando del I Canadian Corps. Il 2 aprile la divisione, supportata da unità canadesi, lanciò l'operazione Destroyer al fine di ripulire dal nemico l'"isola"; l'operazione fu coordinata in modo da coincidere con l'arrivo del II Canadian Corps sulla sponda orientale dell'IJssel. Il 3 aprile elementi del I Canadian Corps attraversarono il Nederrijn poco a est del suo punto di giunzione con l'IJssel, e si ricongiunsero al II Corps nei pressi della cittadina di Westervoort poco a oriente di Arnehm; il resto dell'"isola" fu ripulito dal nemico il giorno successivo, e gli Alleati presero quindi posizione sulla sponda meridionale del Nederrijn preparandosi ad assaltare la stessa Arnhem.
Il piano originario elaborato in febbraio prevedeva di lanciare un attraversamento immediato del Nederrijn nei dintorni di Oosterbeek non appena i reparti alleati avessero preso posizione sulla sponda sud del fiume (operazione Quick Anger); in alternativa, se le difese tedesche si fossero rivelate come troppo forti, si doveva mettere in piedi un attraversamento più preparato nella zona di Renkum (operazione Anger). Crerar insistette che nessuna operazione venisse intrapresa contro Arnhem finché il II Corps non avesse superato l'IJssel e fosse avanzato su Apeldoorn, e del resto pattuglie da ricognizione inviate il 3 e 4 aprile riferirono che le postazioni tedesche sulle alture di Westerbouwing dominavano il corso del Nederrijn e rendevano azzardato qualunque tentativo di passare il fiume d'assalto. Furono fatti tentativi di creare una vasta cortina fumogena per oscurare la sponda sud del Nederrijn ai posti d'osservazione dei tedeschi sulla sponda nord, una tecnica rivelatasi di successo nel corso della precedente operazione Plunder sul Reno; fu alzata una cortina estesa da Randwijk, 16 chilometri a ovest di Arnehm, fino a poco a sud della città a Huissen, ma i forti venti e la mancanza di appropriati generatori di fumo ridussero notevolmente l'efficacia della copertura. In aggiunta, il terreno dell'"isola" fu giudicato come troppo deteriorato per supportare le operazioni dei mezzi corazzati e di conseguenza, il 7 aprile, Foulkes decise che Arnhem sarebbe stata presa con un attacco da est attraverso il corso dell'IJssel.

## Forze in campo

### Gli Alleati

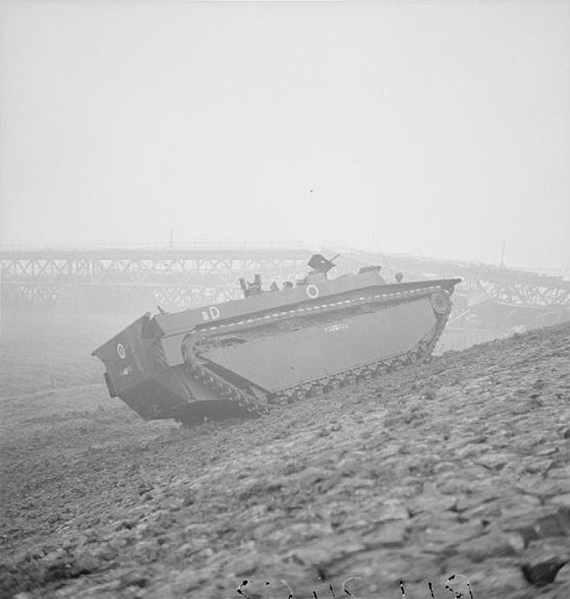
Un cingolato anfibio "Buffalo" durante le operazioni di attraversamento dell'IJssel il 13 aprile 1945

L'attacco alleato ad Arnhem fu rinviato fino a che la 49th Division non fu mossa in direzione di Westervoort e il II Canadian Corps fu pronto a forzare il corso dell'IJssel più a nord. Questi spostamenti causarono seri problemi logistici alle forze alleate, visto che le strade dell'"isola" e quelle attorno a Westervoort furono ben presto intasate di veicoli; i ritardi causarono una certa preoccupazione negli alti comandi, visto che questo avrebbe potuto dare ai tedeschi il tempo per prepararsi all'assalto, ma alla fine divenne palese che la Wehrmacht non aveva né le truppe né l'equipaggiamento per migliorare la sua situazione nella zona di Arnhem.
Il piano di attacco alleato fu strutturato su tre fasi, affidate ciascuna a una delle tre brigate che componevano la 49th Division. L'assalto iniziale sarebbe stato portato a termine dalla 56th Infantry Brigade, la quale avrebbe attraversato il corso dell'IJssel di notte a bordo di veicoli anfibi cingolati "Buffalo IV" del reggimento corazzato canadese The Ontario Regiment, per poi dedicarsi a ripulire dal nemico i quartieri orientali e meridionali di Arnhem. La fase successiva dell'operazione avrebbe visto la 146th Infantry Brigade passare il fiume e muovere in avanti per attaccare il terreno elevato a nord di Arnhem; nel corso della terza fase, infine, la 147th Infantry Brigade sarebbe avanzata attraverso le posizioni della 56th Brigade per andare a mettere in sicurezza le alture lungo la sponda settentrionale del Nederrijn a ovest della città. Con le alture attorno ad Arnhem in mano ai britannici, i corazzati della 5th Canadian (Armoured) Division sarebbero quindi avanzati attraverso la città aprendo l'offensiva del I Corps in direzione ovest.
In vista dell'operazione le forze britanniche della 49th Division avrebbero avuto sotto il loro comando alcune unità canadesi, come pure dei carri armati Mk IV Churchill in versione lanciafiamme (soprannominati "Crocodile") tratti dall'organico della 79th Armoured Division britannica; la maggior parte della 1st Canadian Infantry Division e della 5th Canadian (Armoured) Division fu schierato nelle retrovie in supporto delle forze britanniche, mentre un'unità composita nota come "Murphyforce" avrebbe condotto una manovra diversiva a sud del Nederrijn per sviare l'attenzione dei tedeschi. L'attraversamento dell'IJssel sarebbe stato condotto con l'assistenza di mezzi da sbarco della Royal Navy, imbarcazioni tipo LCA della 509th Flotilla e tipo LCM della 660th, 661th e 662th Flotilla, per un totale di 45 mezzi; il Royal Army Service Corps (RASC) avrebbe fornito autocarri anfibi tipo DUKW per i movimenti logistici attraverso il fiume. Una volta messa in sicurezza la sponda opposta, i genieri del Royal Canadian Engineers (RCE) avrebbero messo in opera quattro ponti di barche, due attraverso l'IJssel e due attraverso il Nederrijn. Gli RCE tenevano inoltre pronto a disposizione, qualora la situazione lo avesse richiesto, un ponte Bailey prefabbricato; quest'ultimo fu allestito nei pressi di Doornenburg e trasferito galleggiando sul fiume nelle vicinanze dell'IJssel giusto poco prima che l'attacco avesse inizio: non appena la situazione lo avesse permesso, questo ponte sarebbe stato posizionato tra Westervoort e Arnhem, consentendo alle forze corazzate alleate di attraversare il fiume molto più velocemente di quanto il nemico si aspettasse. I pionieri canadesi avrebbero provveduto a stendere una cortina fumogena sopra Arnhem durante l'assalto alleato, oltre a mantenere in funzione la cortina di nebbia artificiale lungo la sponda sud del Nederrijn per sviare i tedeschi sull'esatta direzione dell'offensiva.

### I tedeschi
Le truppe tedesche nei Paesi Bassi dipendevano dal comando della 25. Armee del Generaloberst Johannes Blaskowitz, ridesignato come Festung Holland ("Fortezza Olanda") giusto poco prima della battaglia sebbene questo cambiamento non avesse alcun effetto pratico per le forze sul campo. L'intelligence alleata aveva grosse difficoltà a determinare la consistenza delle forze della Wehrmacht schierate a nord del Nederrijn, in particolare per via della tendenza dei tedeschi a creare gruppi da battaglia (Kampfgruppe) ad hoc recuperando uomini qui e là e a "cannibalizzare" alcune formazioni per rinforzarne delle altre; ancora per molti anni dopo la guerra sarebbe rimasto difficile accertare la vera forza delle truppe tedesche impegnate ad Arnhem. Il XXX. Armeekorps tedesco, sotto il comando del General der Kavallerie Philipp Kleffel, aveva circa 10 000 soldati schierati nella zona compresa tra Arnhem e Apeldoorn; si credeva che nella stessa Arnhem fossero posizionati circa 1 000 uomini del Grenadier-Regiment 858, parte della 346. Infanterie-Division, e di altre unità varie tra cui reparti di una scuola di guerra, distaccamenti di paracadutisti e di SS olandesi. Oltre alla difesa naturale fornita dai fiumi e dalle alture a nord e a ovest della città, la stessa Arnhem era stata trasformata in una forte posizione difensiva dopo la battaglia dell'anno precedente; lo stesso giorno dell'assalto di apertura ad Arnhem, Heinrich Himmler aveva emesso un decreto secondo cui tutte le città dovevano essere difese dalle forze tedesche a qualsiasi prezzo, pena la morte.

## La battaglia

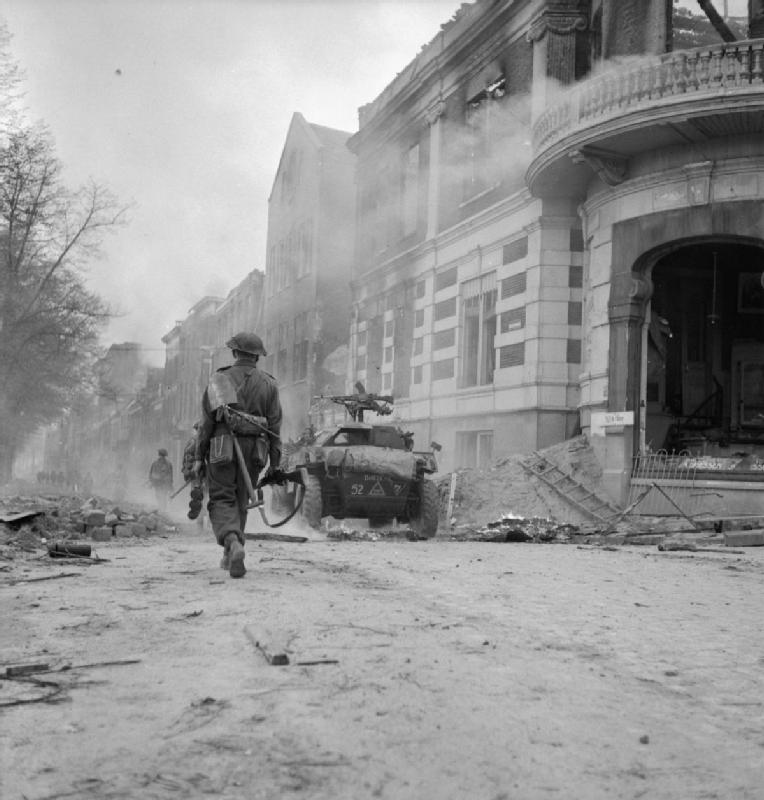
Fanti britannici in marcia nelle strade di Arnhem con l'appoggio di un'autoblindo Humber

L'11 aprile 1945 il II Canadian Corps lanciò l'operazione Cannonshot, attraversando l'IJssel poco a nord di Deventer per poi proseguire l'avanzata verso ovest in direzione di Apeldoorn; la mattina del 12 aprile Foulkes fu informato che l'offensiva del II Corps procedeva bene come previsto, al che il generale ordinò alla 49th Dvision di iniziare il suo attacco quella sera. La giornata del 12 fu impiegata dagli Alleati per condurre bombardamenti delle postazioni tedesche attorno ad Arnhem, impiegando tanto l'artiglieria terrestre quanto le forze aeree: la Royal Air Force britannica condusse sulle posizioni nemiche 36 sortite di cacciabombardieri Spitfire e 83 di cacciabombardieri Typhoon equipaggiati con lanciarazzi RP-3, mentre i cannoni canadesi scatenarono uno dei più pesanti sbarramenti di artiglieria mai messo in atto dal I Canadian Corps. Una batteria di otto cannoni sparò 640 colpi in dieci minuti, mentre i pionieri canadesi lanciarono 30 000 proiettili fumogeni nel corso di tutta la battaglia. Uno sbarramento diversivo scatenato da sud del Nederrijn provocò una forte risposta dell'artiglieria tedesca, segno che i tedeschi erano preparati a fronteggiare un attacco a sud di Arnhem piuttosto che a est di essa.
L'assalto iniziale non procedette esattamente secondo i piani. L'inizio dell'attraversamento fu fissato alle 22:40, ma fu rimandato dopo ritardi nell'arrivo di diversi mezzi da sbarco; in aggiunta, varie cariche esplosive posizionate sulla riva orientale del fiume al fine di aprire vie d'accesso nei campi minati e negli argini non detonarono come previsto. Il 2nd Battalion Gloucestershire Regiment scoprì che diversi dei cingolati anfibi "Buffalo" che doveva utilizzare non erano funzionanti, e le varie compagnie dovettero quindi passare il fiume separatamente invece che in un'unica ondata d'assalto. Ad ogni modo quattro compagnie del Gloucestershire Regiment iniziarono infine l'attraversamento, con la via davanti a loro illuminata dalla luce dei proiettori da ricerca riflessa dalle nubi in cielo e dai proiettili traccianti sparati lungo le direttrici dell'attacco dai pezzi antiaerei automatici Bofors 40 mm; sotto la copertura di un pesante fuoco di mitragliatrici e mortai, la prima compagnia britannica toccò la riva occidentale dell'IJssel alle 23:15. I britannici iniziarono a catturare i loro obiettivi sulla riva opposta del fiume affrontando una resistenza leggera, subendo un totale di 32 perdite in combattimento; con solo un leggero ritardo, la fanteria mise in sicurezza la zona prescelta per l'impianto del ponte Bailey, e alle 00:50 del 13 aprile i genieri canadesi iniziarono a collocare in posizione le sezioni galleggianti del manufatto. La seconda ondata d'assalto, rappresentata dal 2nd Battalion South Wales Borderers, iniziava nel frattempo ad attraversare il fiume con la copertura di un massiccio bombardamento d'artiglieria: le barche d'assalto furono trascinate dalla corrente del fiume più a valle del punto previsto , ma una volta sulla sponda occidentale i britannici iniziarono ad avanzare velocemente verso Arnhem. L'avanzata dei South Wales Borderers entrò tuttavia in stallo e il 1/7th Battalion Duke of Wellington's Regiment, inizialmente assegnato alla terza fase dell'operazione, fu subito inviato lungo il fiume per fornire loro supporto. Alle 07:00 l'ultimo battaglione della 56th Infantry Brigade, il 2nd Battalion Essex Regiment, iniziò ad attraversare il fiume, e per le 08:45 i genieri canadesi avevano lanciato un primo traghetto per iniziare a trasferire sulla riva opposta i carri armati dell'Ontario Regiment.

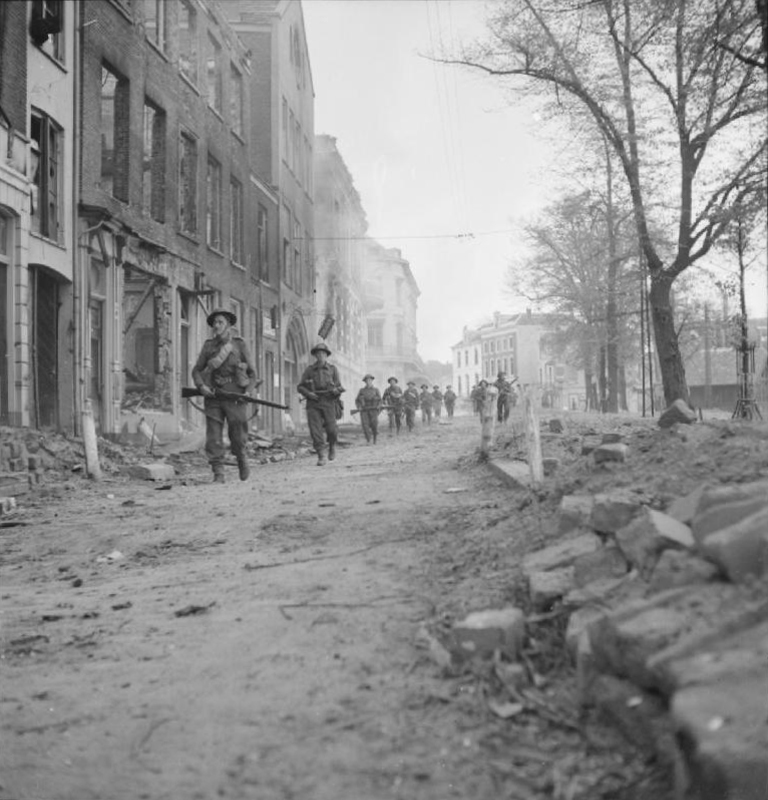
Una pattuglia britannica muove cautamente tra le rovine di Arnhem il 14 aprile

I genieri continuarono a lavorare all'assemblaggio del ponte Bailey per tutta la prima parte del 13 aprile, e a 12 ore dall'inizio dell'operazione il passaggio fu infine aperto al traffico veicolare degli Alleati. Ciò consentì di avviare la seconda fase dell'offensiva, e ben presto le truppe della 146th Brigade e i carri armati dell'Ontario Regiment erano in marcia verso le posizioni tenute dalla 56th Brigade; nel corso della mattina gli Alleati dovettero fronteggiare una resistenza piuttosto ridotta, anche se i South Wales Borderers dovettero respingere un contrattacco tedesco nei pressi della giunzione ferroviaria di Arnhem. Nella tarda mattinata del 13 aprile i britannici erano avanzati verso un vasto complesso industriale situato alla periferia orientale di Arnhem, dove un battaglione della 346. Infanterie-Division e truppe di un'unità di mitraglieri tedeschi avevano allestito un caposaldo difensivo; i tedeschi erano stati appena spostati in zona provenendo da Oosterbeek, ed erano quindi scampati al bombardamento preliminare dell'artiglieria alleata. Il 4th Battalion Royal Lincolnshire Regiment fu incaricato di ripulire dal nemico il complesso industriale, ma i tedeschi riuscirono a opporre una certa resistenza; solo con l'intervento dei mezzi corazzati dell'Ontario Regiment e dei carri lanciafiamme della 79th Division i tedeschi furono alla fine sopraffatti dopo una battaglia proseguita per gran parte del giorno. Alla sera del 13 aprile la resistenza tedesca dentro ad Arnhem era stata spezzata e la 147th Brigade si preparò quindi ad attraversare il centro abitato per proseguire l'offensiva.
Provenendo dall'"isola", la 147th Brigade attraversò il Nederrijn durante la notte e alla mattina del 14 aprile era pronta a muovere attraverso le posizioni tenute dalla 56th Brigade; per quella data la resistenza tedesca stava ormai crollando, ma i battaglioni della 147th Brigade incontrarono un significativo ammontare di campi minati e demolizioni che rallentarono la loro avanzata. Nel frattempo, una compagnia del Duke of Wellington's Regiment tese un'imboscata a una forza tedesca appoggiata da tre carri Char B1 francesi di preda bellica, apparentemente diretta a organizzare un contrattacco; più avanti quel giorno, un distaccamento di SS olandesi della 34. SS-Freiwilligen-Grenadier-Division "Landstorm Nederland", supportato da mezzi corazzati, lanciò un attacco alle posizioni del Duke of Wellington's Regiment: le SS furono infine respinte dopo che un pesante fuoco difensivo ebbe messo fuori uso i corazzati di supporto, ma l'azione fu comunque in grado di rallentare i progressi dell'avanzata britannica. Per la fine del 14 aprile le unità alleate avevano comunque raggiunto tutti gli obiettivi prefissati e la maggior parte di Arnhem era stata messa in sicurezza; la 5th Armoured Division iniziò quindi a muovere in direzione delle alture a nord della città quella notte, entrando in contatto con le pattuglie dello Special Air Service infiltrate dietro le linee tedesche fin dall'inizio del mese. Le ultime sacche di resistenza tedesca asserragliate nel comprensorio di Velp e nelle sue vicinanze furono infine eliminate tra il 15 e il 16 aprile, portando così alla conclusione dell'operazione Anger.

## Conseguenze

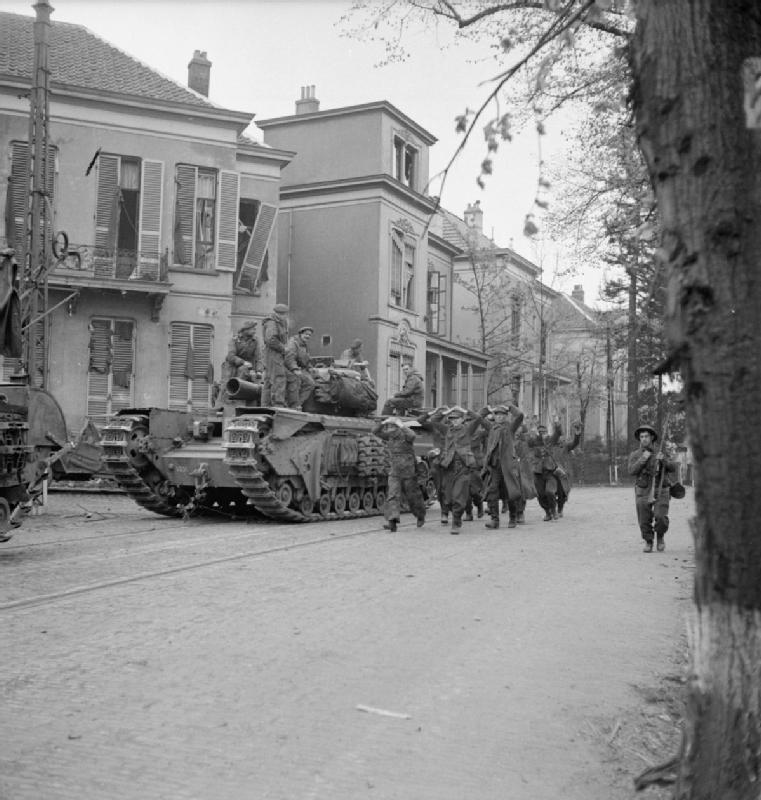
Un gruppo di prigionieri tedeschi supera un carro Churchill britannico nelle strade di Arnhem

Le forze alleate si impossessarono di una città ridotta in rovina: dopo i saccheggi dell'anno precedente, le abitazioni di Arnhem non erano più che gusci vuoti, svuotati di mobili, oggetti casalinghi e persino porte. Matthew Halton, corrispondente della Canadian Broadcasting Corporation, descrisse la città come «una conchiglia deserta e ardente», mentre il diario di guerra della 49th Division rilevò che «una città non era mai stata così arbitrariamente distrutta». Resti della dura battaglia avvenuta nel settembre 1944 erano ancora presenti ovunque, e la liberazione di Arnhem fu paragonata all'«entrare in un'antica tomba».
L'avanzata alleata proseguì immediatamente oltre Arnhem. La 5th Canadian (Armoured) Division si spostò attraverso il centro abitato verso nord nel corso della notte tra il 14 e il 15 aprile; cambiando il piano iniziale che prevedeva una conversione verso ovest, la divisione ricevette il nuovo ordine di puntare ulteriormente a nord per mettere in sicurezza i centri abitati compresi tra Arnhem e lo IJsselmeer. Una grossa forza tedesca si scontrò con la divisione la notte del 16 aprile nei pressi di Otterlo, principalmente con lo scopo di fuggire verso ovest, ma fu infine sconfitta dopo una battaglia che costò diverse perdite; il 17 aprile la 49th Division mosse invece all'attacco di Ede, liberando la città dopo 24 ore di scontri con un'unità di SS olandesi. L'avanzata alleata nei Paesi Bassi settentrionali proseguì fino al 27 aprile, quando i belligeranti negoziarono una tregua momentanea per consentire la distribuzione di derrate alimentari alla stremata popolazione civile olandese ancora presente nelle zone controllate dai tedeschi (operazioni Manna e Chowhound); il 5 maggio infine il Generaloberst Blaskowitz siglò la resa incondizionata agli Alleati di tutte le forze tedesche nei Paesi Bassi.
I resoconti britannici riferirono che 62 soldati rimasero uccisi e 134 vennero feriti nel corso delle operazioni per liberare Arnhem; non è chiaro se queste cifre comprendono anche le perdite accusate dai reparti canadesi. Le perdite tedesche nella battaglia sono registrare con poca precisione, con un numero di prigionieri caduti in mano agli Alleati indicato in 601 in alcune fonti e in più di 1 600 in altre fonti; l'ammontare di morti e feriti è parimenti sconosciuto, sebbene possa essere stato superiore ai 3 000 uomini in totale. Molti dei soldati alleati caduti nella battaglia furono seppelliti dopo le ostilità presso l'Arnhem Oosterbeek War Cemetery, un cimitero di guerra gestito dalla Commonwealth War Graves Commission; i caduti tedeschi, inizialmente sepolti in alcuni cimiteri locali o in fosse comuni sul campo di battaglia, furono poi traslati presso il cimitero di guerra di Ysselsteyn vicino Venray, dove sono seppelliti molti militari della Wehrmacht caduti negli scontri sul suolo olandese.